# Jefferson David Chalfant
Pour les articles homonymes, voir Chalfant.
Jefferson David Chalfant, né le 6 novembre 1856 dans le comté de Chester dans l'État de la Pennsylvanie et mort le 3 février 1931 à Wilmington dans l'État du Delaware aux États-Unis, est un peintre américain, célèbre pour ses natures mortes, ses scènes de genre, ses trompe-l'œil et ses portraits. 

## Biographie
Jefferson David Chalfant Fitz naît dans le township de Sadsbury dans le comté de Chester dans l'État de la Pennsylvanie en 1856. Après des études à Lancaster, il déménage à l'âge adulte à Wilmington dans l'État du Delaware, où il travaille comme ébéniste et peintre-décorateur dans une entreprise concevant des voitures de chemin de fer. Il commence sa carrière artistique au cours des années 1880, ouvrant son propre studio en 1883. Il peint alors des portraits, des natures mortes et des paysages et expose notamment ses œuvres à la Pennsylvania Academy of the Fine Arts et à l'Académie américaine des beaux-arts.
En 1890, grâce au soutien financier du philanthrope Alfred Corning Clark (en), il part pour l'Europe et s'installe à Paris, où il réside durant deux années. Sur place, il suit les cours de l'Académie Julian et a notamment pour professeurs les peintres William Bouguereau et Jules Lefebvre qui lui enseigne le dessin de nu. Il ajoute alors à sa palette des peintures de scènes de genre, des natures mortes et des œuvres en trompe-l'œil, dans le style des tableaux des peintres William Harnett et John Frederick Peto. De retour aux États-Unis, il revient à Wilmington où il poursuit sa carrière et peint jusqu'en 1927, date à laquelle il cesse de peindre, victime d'un accident vasculaire cérébral. Il meurt en 1931.
Ces œuvres sont notamment visibles ou conservées au Delaware Art Museum et à la Delaware Historical Society (en) de Wilmington, au Metropolitan Museum of Art de New York, au Smithsonian American Art Museum de Washington, au San Francisco De Young Museum de San Francisco, au Brandywine River Museum (en) de Chadd's Ford, au Newark Museum de Newark, au Barratt's Chapel (en) de Frederica, au Colby College Museum of Art (en) de Waterville et au Hood Museum of Art d'Hanover.

## Œuvres

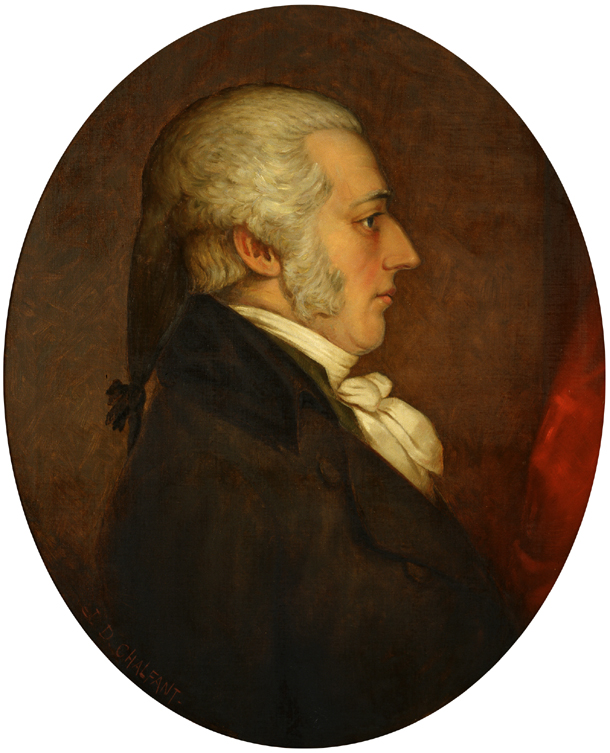
Portrait of Nicholas Van Dyke (en), sans date
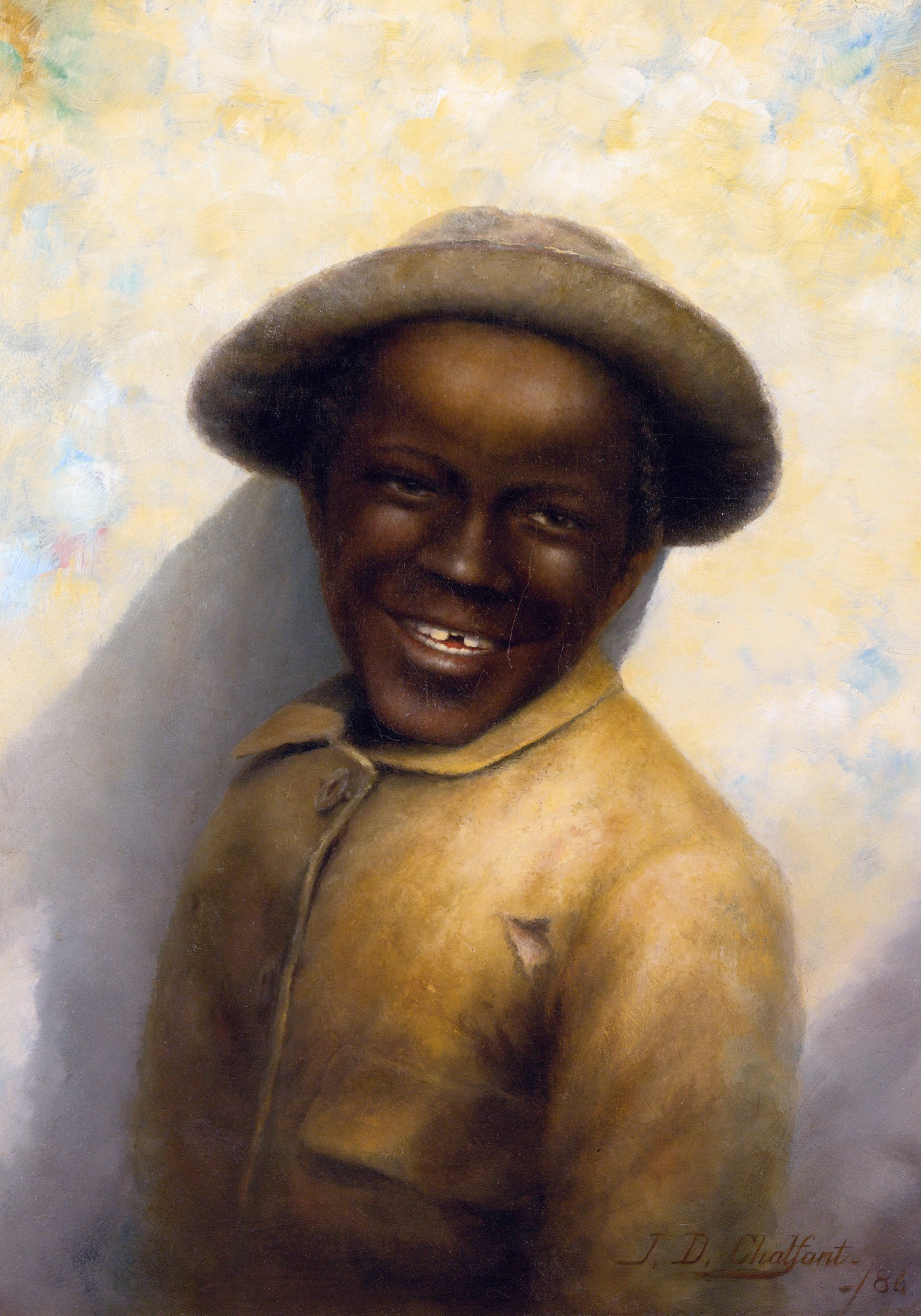
Smiling Boy, 1886
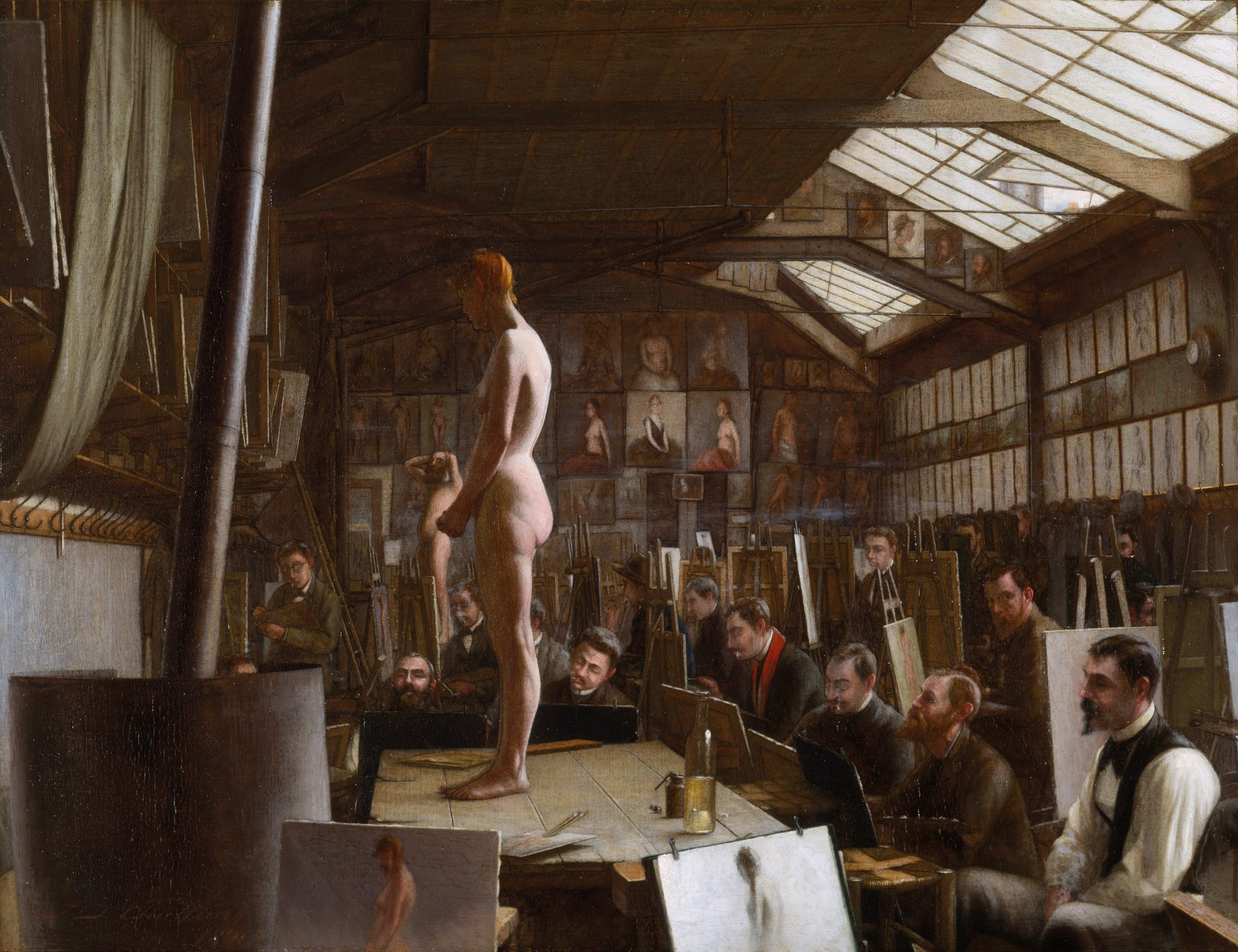
Bouguereau's Atelier at the Académie Julian, Paris, 1891, San Francisco De Young Museum
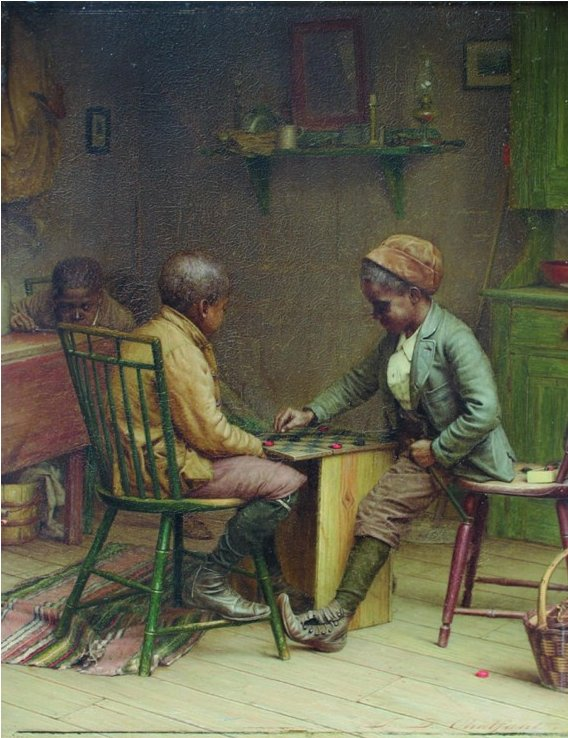
The Visiting Champion, vers 1895
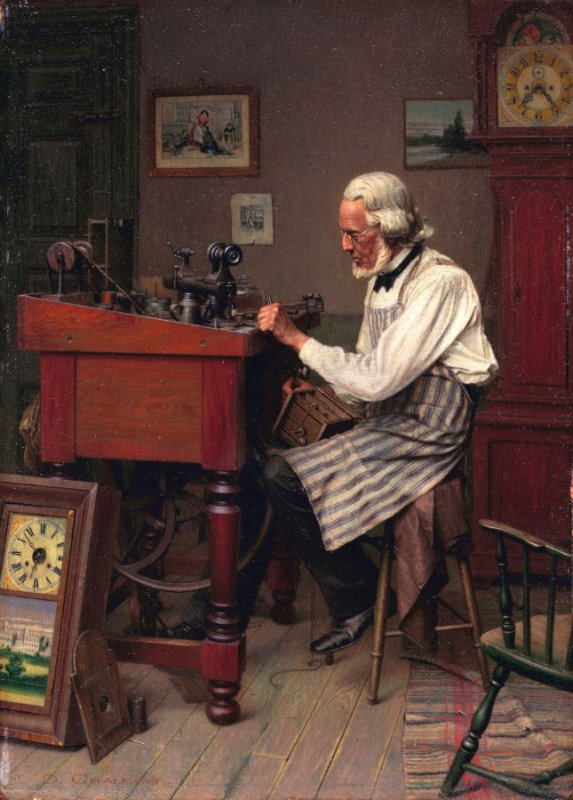
The Clockmaker, 1899, San Francisco De Young Museum